# 2544 Губарєв
2544 Губарєв (2544 Gubarev) — астероїд головного поясу, відкритий 6 серпня 1980 року.
Тіссеранів параметр щодо Юпітера — 3,404.